# Кристина Чайковська
Кристина Чайковська-Равська (25 квітня 1936, Сосновець) — польська волейболістка. Бронзова медалістка двох Олімпіад, призерка чемпіонатів світу і Європи.

## Із біографії
Випускниця Академії фізичного виховання у Варшаві. Виступала у клбах «Гурнік» (Катовиці), АЗС-АВФ (Варшава) і «Колеяж» (Катовиці). У складі АЗС-ФВФ (Варшава) вісім разів ставала чемпіонкою Польщі і двічі грала у фіналах Кубка європейських чемпіонів.
У складі збірної Польщі виступала з 1955 по 1968 рік. На Олімпійських іграх у Токіо її команда посіла третє місце серед шести учасників. Через чотири роки у Мехіко польські волейболістки знову отримали бронзові медалі. На чемпіонаті світу в 1962 році здобула бронзову нагороду, а на чемпіонатах Європи — два «срібла» і «бронзу». Всього за збірну провела 228 матчів.
Після завершення ігрової кар'єри стала тренером. Під її керівництвом «Пломень Миловиці» (Сосновець) чотири рази вигравав національний чемпіонат.
23 жовтня 2021 року Кристина Чайковська-Равська отримала звання Почесного громадянина Сосновця.

## Клуби
| Роки      | Команди             |
| --------- | ------------------- |
| 1953–1954 | «Гурнік» (Катовиці) |
| 1954–1966 | АЗС-АВФ (Варшава)   |
| 1967–1968 | «Колеяж» (Катовиці) |

## Досягнення
Олімпійські ігри
- Третє місце (2): 1964, 1968

Чемпіонат світу
- Третє місце (1): 1962

Чемпіонат Європи
- Друге місце (2): 1963, 1967
- Третє місце (1): 1958

Кубок європейських чемпіонів
- Друге місце (2): 1961, 1963

Чемпіонат Польщі
- Перше місце (8): 1955, 1956, 1957, 1958, 1960, 1962, 1963, 1964 (як волейболістка)
- Перше місце (4): 1974, 1975 1979, 1980 (як тренер)